# Santa Maria dei Monti (Nápoly)
A Santa Maria dei Monti egy nápolyi egyházi épületkomplexum. 1606-ban épült a Krisztus Passiója nevű egyházi rend számára. Az 1695-ös földrengésben elpusztult. A későbbiekben újjáépítették, majd többször is átalakították, megőrizve Cosimo Fanzago eredeti terveit. Emeletes homlokzatát figyelemreméltó timpanon díszíti. A főoltár Szent Máriát, az Apostolok királynőjét ábrázolja. Továbbá figyelemreméltó a márványpadló, az orgona, valamint a templom alatti kripták.